# Феліціан Фаленський
Феліціан Фаленський (пол. Felicjan Faleński; 5 червня 1825, Варшава — 11 жовтня 1910, там же) — польський драматург і поет.
Син історика Юзефа Фаленського. Приятелював з Норвідом. Йому належать драми «Syn gwiazdy», «Athea», «Królowa», трилогія «Gród z siedmiu wzgórz», поема «Pod Kanniami», збірка оповідань «Utwory powieściowe» (1884), «Z ponad mogił» (1870), " Odgłosy z gór "(1871), «Świstki Sylena» (1876), «Meandry» (1892), «Pieśni spóźnione» (1893) та ін. В його перекладах були видані античні поети (Гесіод, Горацій, Вергілій, Ювенал), Петрарка, Аріосто, Шекспір, Гейне, Мюссе, Гюго та ін. Автор статей про творчість Яна Кохановського, Семп-Шажинського, Едгара По.
Залишив спогади (опубл. 1964).